# 야노 마사토
야노 마사토(일본어: 矢野 聖人 やの まさと[*], 1991년 12월 16일 ~ )는 일본의 배우이다. 본명은, 미우라 마사토(三浦 聖人).
도쿄도 히가시쿠루메시 출신. 호리프로 소속.

## 내력
고교 재학 중 잡지 독자 모델로서 활동. 2008년, 쟈니즈 사무소에 본명인 미우라 마사토 명의로 활동했지만, 눈에 띄는 활동은 없었다. 고교 졸업 후 음식점에서 아르바이트를 했다.
2010년, 호리프로 창업 50주년 기념 사업 니나가와 유키오 연출의 무대 《신토쿠마루》 주연 오디션에서 그랑프리를 수상. 7월, 드라마 《GOLD》로 배우 데뷔.

## 출연

### 드라마
- GOLD (2010년 7월 ~ 9월, 후지 TV) - 사오토메 렌 역
- 리갈 하이 (2012년 4월 ~ 6월, 후지 TV) - 이데 타카오 역
  - 리갈 하이 스페셜 (2013년 4월 13일)
  - 리갈 하이 제2기 (2013년 10월 ~ 12월)
  - 리갈 하이 스페셜 (2014년 11월 22일)
- GTO (2012년 7월 ~ 9월, 칸사이 TV) - 테시가와라 유 역
  - GTO 가을 스페셜 (2012년 10월 2일)
  - GTO 졸업 스페셜 (2013년 4월 2일)
- 막차 바이바이 제1화 〈타치카와 역〉 (2013년 1월 14일, TBS) - 오오모리 역
- 쇼무니 2013 제7화 (2013년 8월 28일, 후지 TV)
- BORDER 경시청 수사 1과 살인범 수사 제4계 제7화 (2014년 5월 22일, TV 아사히) - 케이스케 역
- 화이트 라보~경시청 특별 과학 수사 반장~ 제7화 (2014년 5월 26일, TBS) - 시이나 타쿠마 역
- 사랑의 합숙 면허! (2014년 12월 22일 ~ 25일, 후지 TV) - 히카루 역
- 문제 있는 레스토랑 제8화 (2015년 3월 5일, 후지 TV) - 쿄헤이 역
- 아임 홈 (2015년 4월 ~ 6월, TV 아사히) - 토쿠라 싱고 역
- 도S 형사 제8화 (2015년 5월 30일, 닛폰 TV) - 아키라 역
- 프리즌 스쿨 (2015년 10월 ~ 12월, MBS) - 와카모토 싱고 역
- 사무라이 선생님 제3화 (2015년 11월 6일, TV 아사히) - 세이타로 역
- 해결사 죠니 (2015년 11월 ~ 12월, 후지 TV TWO) - 주연·죠니 역
- 뻐꾸기 알은 누구의 것인가 (2016년 3월 ~ 5월, WOWOW) - 쇼타 역
- 연속 TV 소설 아빠 언니 (2016년 8월 ~ , NHK) - 사카이 히데키 역
- 신의 혀를 가진 남자 제9화 (2016년 9월 2일, TBS) - 와카바 사토루 역
- IQ246~화려한 사건부~ (2016년 10월 ~ 12월, TBS) - 아시카가 타카시 역
- 라디에이션 하우스~방사선과 레포트~ - 유우키 린 역
  - 라디에이션 하우스~방사선과 레포트~2
- 우리들은 위험하지 않아 - 츠키가 나시오 역
- SUPER RICH -
- 임금님전대 킹오저 - 라클레스 하스티 역

### 영화
- 만약 고교야구의 여자 매니저가 드러커의 《매니지먼트》를 읽는다면 (2011년, 토호) - 쿠츠키 후미아키 역
- 천국에서의 응원 (2011년, 아스믹 에이스) - 유야 역
- 사쿠라사쿠 (2014년, 토에이) - 오오사키 다이스케 역
- 이상한 곶 이야기 (2014년, 토에이) - 나카야마 역
- 마지막 생명 (2014년, 티 조이) - 사에키 유이치 역
- Fantastic girls (2015년, 나고야 TV) - 히데호 역
- 거짓말은 자란다 (2015년, 토호) - 우메다 역
- 이니시에이션 러브 (2015년, 토호)
- 나는 나, 고래는 고래대로 헤엄친다 - 타이치 역
- 라디에이션 하우스 극장판 - 유우키 린 역

### 무대
- 신토쿠마루 (2011년 8월 ~ 9월) - 주연·신토쿠마루 역

## 서적

### 잡지
- smart (2010년 5월 ~ , 타카라지마샤) - 레귤러 모델

### 사진집
- YANO MASATO BOOK (2011년 10월, 타카라지마샤) ISBN 9784796686587